# Melanorhinus cyanellus
Melanorhinus cyanellus är en fiskart som först beskrevs av Meek och Hildebrand 1923.  Melanorhinus cyanellus ingår i släktet Melanorhinus och familjen Atherinopsidae. IUCN kategoriserar arten globalt som livskraftig. Inga underarter finns listade i Catalogue of Life.